# 臂板信号机

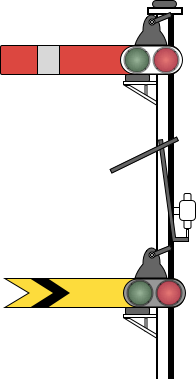
常见的臂板信号机，当臂板处于水平位置时，表示『危险』，臂板向上或向下时候则表示警报解除。

臂板信号机是最早出现的铁路信号机，也是铁路固定信号机的一种。白天會使用臂板的不同位置（水平还是斜向）显示信号；夜间或视线不清时用不同颜色的灯光显示信号。此號誌機由於使用电池驅動，因此适合于没有可靠交流电源的车站使用。而由於臂板信号机的灯光很暗，因此通常规定夜间行车时臂板信号机的灯光信号要分別經過机车乘务组內二人以上的确认。在中国大陆，臂板信号机还可以在通车很少的专用线上看到。由於臂木式號誌操作較傳統、且無法提升路線容量，因此在號誌自動化後逐漸遭到取代。臺鐵目前環島鐵路上已經無臂木號誌使用，而少數支線如平溪線十分車站、臺中港線仍有臂木式號誌機運作。
每个臂板单元包含两个部分：一条可旋转至固定位置的悬臂；一组包含灯光光源与位于灯光前部可变换位置的灯光信号表示器用彩色玻璃。
按单个信号机立柱上安装臂板的数目，可分为单臂板信号机、双臂板信号机和三臂板信号机。
臂板信号机按操纵方式，可分为机械臂板信号机和电动臂板信号机两种。

## 各国铁路的臂板信号机

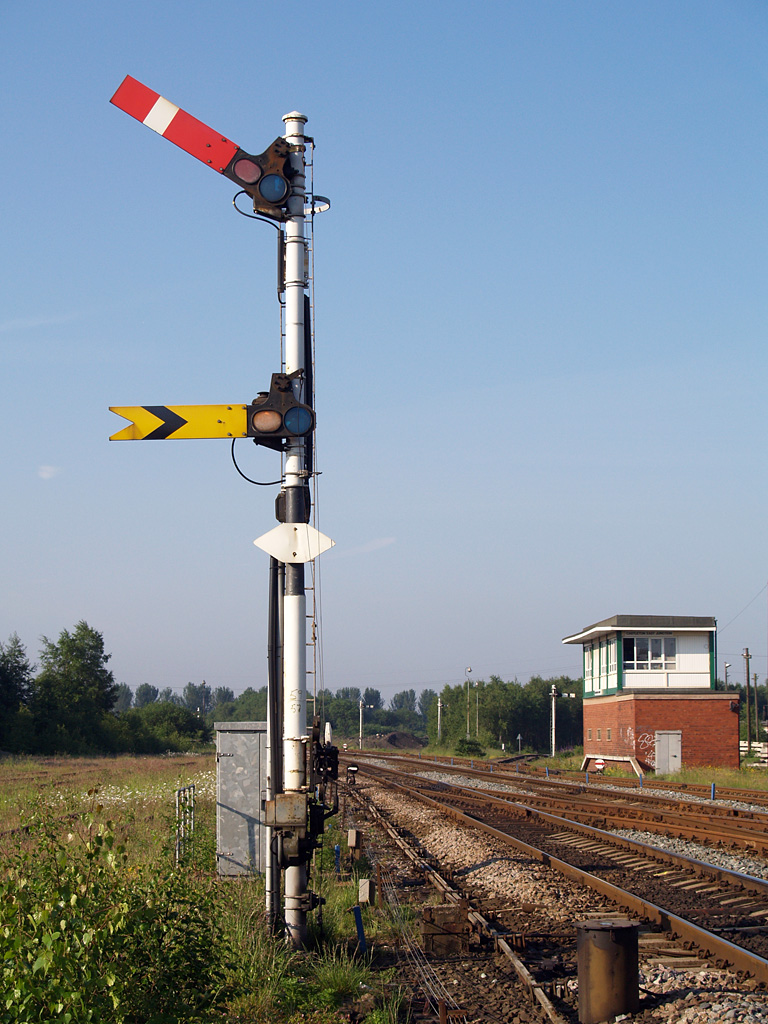
英国卡斯尔顿附近的臂板信号机

红色主臂板，左邊表示禁止通过；右邊表示可以通过。

黄色预臂板，左邊表示慢行通过；右邊表示快速通过。

世界各国铁路的臂板信号机的细节有出入，但基本规则是共通的：
- 作为主体信号(UK: stop signal; US: home signal or absolute signal)的红色臂板，端部为方形。为增强视觉分辨性能，在臂板的端部还增加了作为对比色的白色宽线条。臂板水平时表示禁止通过该信号机，臂板斜置时表示可以通过该信号机。配有的灯光信号为：红与绿。
- 作为预告信号(Distant Signal)的黄色辅助臂板，鱼尾形端部。为增强视觉分辨性能，在臂板的端部还增加了作为对比色的黑色鱼尾形宽线条。中国铁路《技规》称之为“黄色通过臂板”，用作预告臂板，将主体信号机（如进站、出站、通过信号机）的状态提前显示给机车司机。臂板水平时表示警告需要慢行通过，臂板斜置时表示可以按规定速度通过。配有的灯光信号为：黄与绿。
- 中国大陸与其它一些国家的铁路还使用的红色辅助臂板。配有的灯光信号为：黄。红色辅助臂板平时下垂与信号机的立杆柱子重合表示前方道岔直向开通。红色辅助臂板斜向下45°，夜间显示黄灯，表示前方道岔侧向开通。英国铁路未使用此类辅助臂板。

中国大陸与英国铁路的红色主体臂板信号与黄色预告臂板信号，采取斜向下45°(lower quadrant)表示信号机开通。而欧洲大陆国家如德国、波兰、俄罗斯等国铁路，采取斜向上45°(upper quadrant)表示信号机开通。中国大陸的臂板信号机是通过枢轴(pivot)与灯光信号固结在一个转动臂上，如果因为断电、积雪压力、机械失效等原因臂板信号机失效，因为灯光部分的重量更大，就会向下旋转到水平停止位，使得另一侧的臂板信号由斜向下45°位置旋转到水平位置，也能实现“故障导向安全”的原则。
进站信号机，英国称作home signal；出站信号机，因为称作starting signal或section signal。一对进站信号机与出站信号机之间的线路，就是到发线区间。预告信号机称作distant signal。在美国，home signal是指停止信号，即英国的stop signal。高杆式臂板信号机的机柱称作post。

## 中国大陸铁路的臂板信号机

红色主臂板与黄色通过臂板处于停车、慢行、快速三种状态

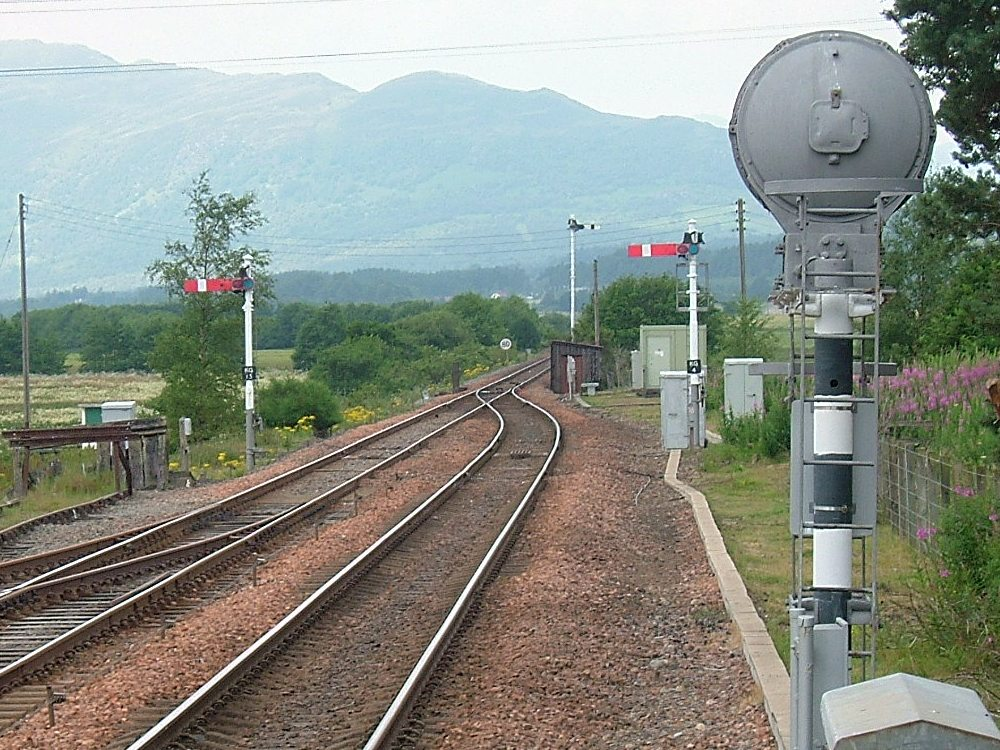
单臂板出站信号机实例

### 三臂板四显示的进站信号机
信号机上的三块臂板，自上向下依次是红色主臂板、黄色通过臂板、红色辅助臂板，分别表示是否允许进站；是否允许直接通过车站(即预告了出站信号机的状态)；进入正线还是侧线(即进站道岔是直向开通还是侧向开通)。
- 昼间：红色主臂板与黄色通过臂板均斜向下45°，红色辅助臂板与机柱重叠；夜间：两个绿色灯光。表示允许列车按规定速度正线通过车站，出站信号处于开放状态，进路上的道岔均开通直向。
- 昼间：红色主臂板斜向下45°，黄色通过臂板水平位置，红色辅助臂板与机柱重叠；夜间：一个绿色灯光与一个黄色灯光。表示允许列车经道岔直向位置进站内正线准备停车。
- 昼间：红色主臂板斜向下45°，黄色通过臂板水平位置，红色辅助臂板斜向下45°；夜间：一个绿色灯光与两个黄色灯光。表示允许列车经道岔侧向位置进站内到发线准备停车。
- 昼间：红色主臂板水平位置，黄色通过臂板水平位置，红色辅助臂板与机柱重叠；夜间：一个红色灯光与一个黄色灯光。表示不允许列车越过该信号机。实际上只要昼间红色主臂板水平，夜间有红色灯光信号，该进站信号机就是禁止通过。黄色通过臂板与红色辅助臂板的信号含义是服从于红色主臂板信号。

### 单臂板出站信号机
- 昼间：红色主臂板斜向下45°；夜间：一个绿色灯光。表示允许列车由车站出发。
- 昼间：红色主臂板水平位置；夜间：一个红色灯光。表示禁止列车越过该信号机。
- 对于出站后有两条不同的线路，增设红色辅助臂板。昼间：红色主臂板斜向下45°，红色辅助臂板斜向下45°；夜间：一个绿色灯光与一个黄色灯光。表示允许列车由车站出发开往辅助线路。

### 单臂板通过信号机
- 昼间：红色主臂板斜向下45°；夜间：一个绿色灯光。表示允许列车按规定速度运行。
- 昼间：红色主臂板水平位置；夜间：一个红色灯光。表示禁止列车越过该信号机。
- 有分歧线路的线路所通过信号机，按照进站信号机设置。

### 单臂板预告信号机
- 昼间：黄色通过臂板斜向下45°；夜间：一个绿色灯光。表示前方主体臂板信号机开放。
- 昼间：黄色通过臂板水平位置；夜间：一个黄色灯光。表示前方主体臂板信号机关闭。

### 单臂板电动复示信号机
- 昼间：黄色通过臂板斜向下45°；夜间：一个绿色灯光。表示前方主体臂板信号机开放。
- 昼间：黄色通过臂板垂向下与机柱重叠；夜间：无灯光。表示前方主体臂板信号机关闭。

## 使用历史
- 1841年，格雷戈里(Chorleo Hutton Gregory)最先发明了易于被机车司机识别的臂板信号机，铁路信号从人工控制转变为机械控制。英国铁路最先使用了臂板信号机。并设计为信号机发生故障时靠重力自动显示为停车信号，这是铁路上的“故障导向安全”的首次使用。
- 1872年，英国铁路开始引入了预告信号臂板(distant signal arm)。不过这时该臂板的端部设计为鱼尾形，但颜色也是红色。
- 1907年，日本满铁控制的南满铁路（长春-大连铁路）开始使用臂板信号机。
- 1912年出现色灯信号机，1920年开始使用探照灯式三显示色灯信号机。这是交流电电气技术成熟后才在铁路信号上发生换代革命。1924年中国的铁路开始出现灯光式信号。
- 1920年代，英国铁路把预告信号臂板(distant signal arm)的颜色由红色改为黄色，其灯光信号也由红色改为黄色，以更好地区分于主体信号臂板的红色。世界上大多数国家都效仿了这一改进，但仍有少数国家的铁路沿袭了预告信号臂板与灯光保持红色未变。
- 1970年代起，香港九廣鐵路英段在雙軌化工程時，將臂板信號機淘汰。
- 1990-1991年，济南铁路局的辛泰铁路、磁莱铁路、泰肥铁路、淄东铁路、淄八铁路、坊子铁路等支线的臂板信号机及联锁设备陆续改为色灯信号机和色灯电锁器。这是国铁支线信号设备换代的开始。1993年9月，国铁米轨铁路——滇越铁路及其支线也开始换下臂板信号机。
- 漯阜铁路在复线电化改造之前，作为长大铁路线路仍然使用臂板信号机。见这个视频，拍摄于2011年3月：漯阜铁路的单臂板信号机出站变换信号、DF4B货列发车 （页面存档备份，存于）
- 臂板信号机必需的灯光信号表示器用彩色玻璃一直是由中国铁路通号集团公司下属的天水铁路信号玻璃厂生产。臂板信号机由中国铁路通号集团公司下属的西安铁路信号工厂生产。
- 铁路信号工作属于电务工作一部分，由各铁路局电务段下属的信号车间(工区)、驼峰信号工区、电务车间负责。

## 参阅
- 中国科学院网络科普平台之“臂板信号机” （页面存档备份，存于）